# Choisy-la-Victoire
Choisy-la-Victoire è un comune francese di 211 abitanti situato nel dipartimento dell'Oise, della regione dell'Alta Francia.

## Società

### Evoluzione demografica
Abitanti censiti